# ハンブルク・インターナショナル
ハンブルク・インターナショナル（Hamburg International Luftverkehrsgesellschaft mbH & Co. Betriebs KG）は、かつてドイツのハンブルク-ノルドを本拠地としていた航空会社である 。ヨーロッパの旅行会社のためにチャーター便を運航していた他、アドホックチャーターやサブビジネスも行っていた。ハンブルク空港やフリードリヒスハーフェン空港、ミュンヘン空港、ザールブリュッケン空港などをハブ空港としていた。

## 歴史
ハンブルク・インターナショナルは1998年7月に設立され、1999年4月28日から運航を開始した。経営陣と地元のベンチャーキャピタルが所有権を持っており、2007年3月時点で社員は215人ほどだった。複数のチャーター契約が取り消された後、2010年10月20日に同社は破産申請を行った。機材は全てリース元へ返却され、フライトは全て欠航となった。

## 保有機材
ハンブルク・インターナショナルが保有していた機材は以下の通り。
| 機種              | 座席数  | 合計 | 発注 | 備考                      |
| ----------------- | ------- | ---- | ---- | ------------------------- |
| エアバスA319-100  | 150     | 10   | 2    | 運航停止時は2機売却済み   |
| エアバスA320-200  | 156     | 0    | 4    |                           |
| ボーイング737-300 | 123-149 | 1    | 0    | 運航停止時には売却済み    |
| ボーイング737-700 | 148     | 6    | 0    | 運航停止時には5機売却済み |

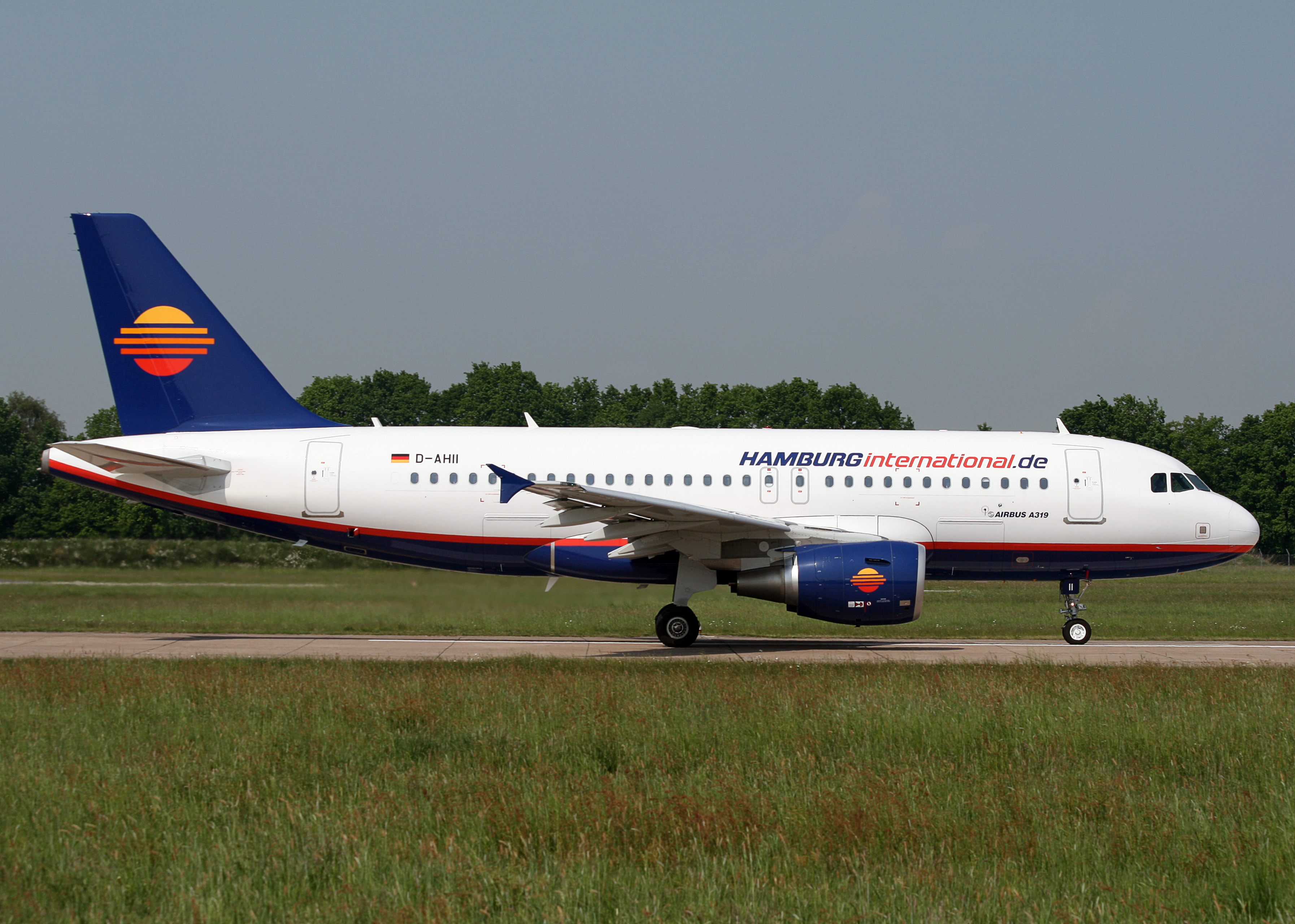
エアバスA319-100
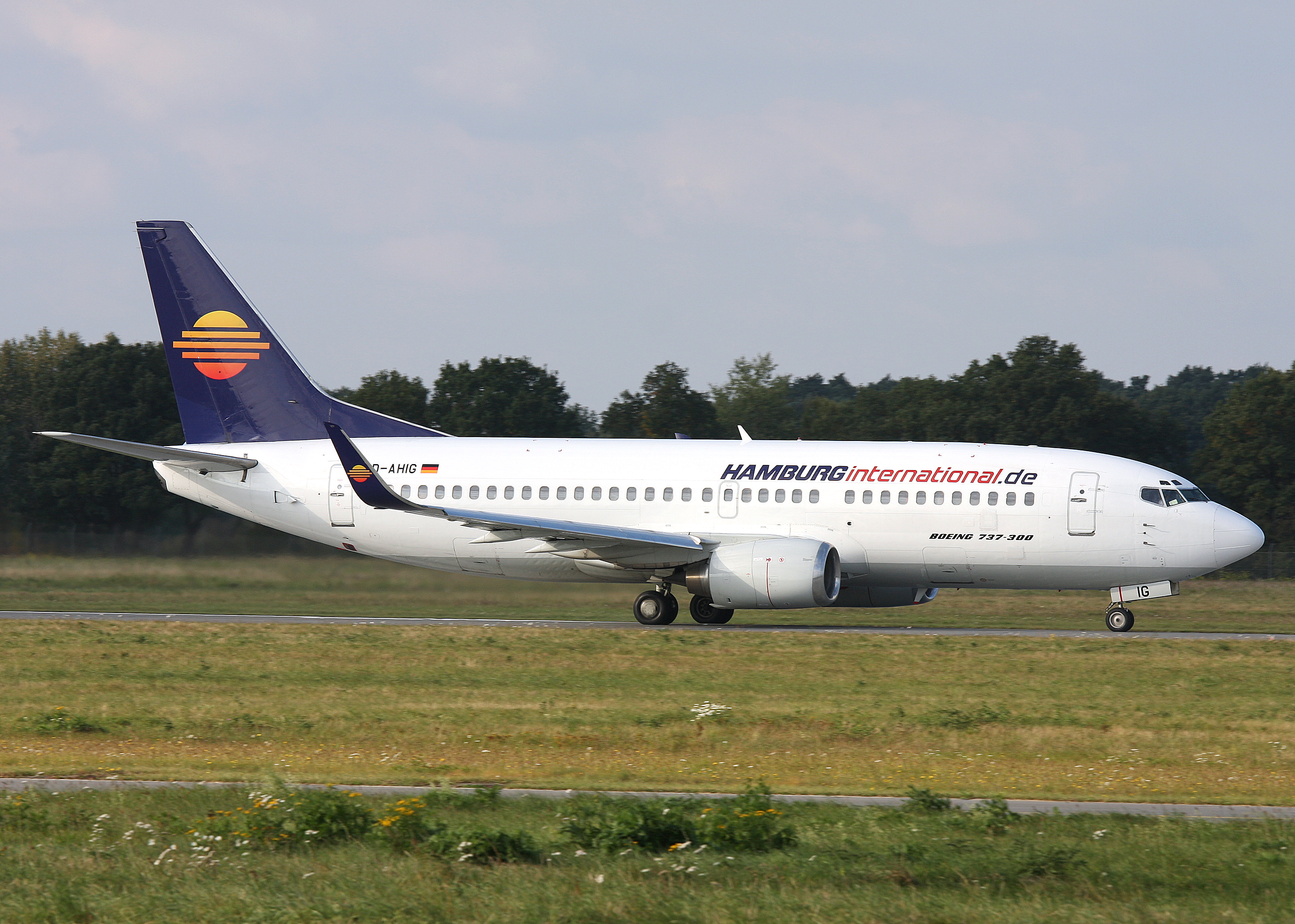
ボーイング737-300
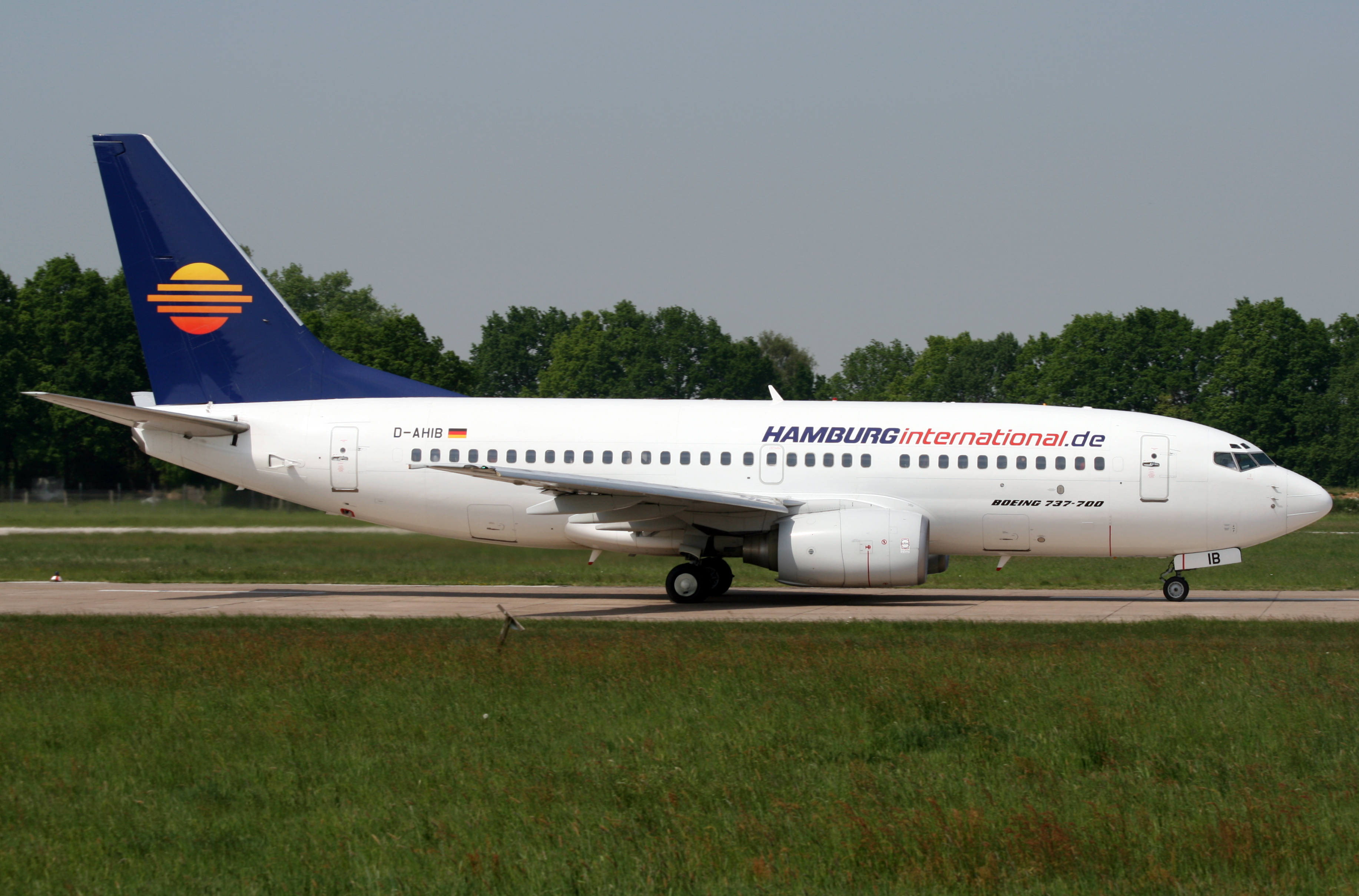
ボーイング737-700